# آنتون آقایانتس
آنتون رافائلی آقایانتس (ارمنی: Անտոն Ռաֆայելի Աղայանց؛ زاده ۳ اکتبر ۱۹۴۰ - درگذشته ۲۶ اوت ۲۰۱۷) کارگردان فیلم اهل ارمنستان بود.

## زندگی‌نامه
وی در ۳ اکتبر ۱۹۴۰ در لنینگراد در به دنیا آمد و از hy:Երևանի պետական գեղարվեստաթատերական ինստիտուտ (۱۹۶۳) فارغ‌التحصیل گشت. وی همچنین برنده جوایزی همچون چهره هنری شایسته ارمنستان شوروی شد. وی در ۲۶ اوت ۲۰۱۷ در سن ۷۶ سالگی در ایروان درگذشت.